# J-League de 2014
A J-League de 2014 foi a 22º edição da liga de futebol japonesa profissional J-League. Foi iniciada em março e com término em 8 dezembro de 2014.
O campeonato teve 16 clubes. O Gamba Osaka foi o campeão, sendo o vice Urawa Red Diamonds.

## Classificacção final
- Atualizado em 6 de dezembro de 2014

| Pos | Equipe              | J  | V  | E  | D  | GM | GS | SG  | Pts |
| --- | ------------------- | -- | -- | -- | -- | -- | -- | --- | --- |
| 1.  | Gamba Osaka (C)     | 34 | 19 | 6  | 9  | 59 | 31 | +28 | 63  |
| 2.  | Urawa Red Diamonds  | 34 | 18 | 8  | 8  | 52 | 32 | +20 | 62  |
| 3.  | Kashima Antlers     | 34 | 18 | 6  | 10 | 64 | 39 | +25 | 60  |
| 4.  | Sagan Tosu          | 34 | 19 | 3  | 12 | 41 | 33 | +8  | 60  |
| 5.  | Kashiwa Reysol      | 33 | 16 | 9  | 8  | 46 | 40 | +6  | 57  |
| 6.  | Kawasaki Frontale   | 34 | 16 | 7  | 11 | 56 | 43 | +13 | 55  |
| 7.  | Yokohama F. Marinos | 34 | 14 | 9  | 11 | 37 | 29 | +8  | 51  |
| 8.  | Sanfrecce Hiroshima | 34 | 13 | 11 | 10 | 44 | 37 | +7  | 50  |
| 9.  | FC Tokyo            | 34 | 12 | 12 | 10 | 47 | 33 | +14 | 48  |
| 10. | Nagoya Grampus      | 34 | 13 | 9  | 12 | 47 | 48 | −1  | 48  |
| 11. | Vissel Kobe         | 34 | 11 | 12 | 11 | 49 | 50 | -1  | 45  |
| 12. | Albirex Niigata     | 33 | 12 | 8  | 13 | 30 | 34 | −4  | 44  |
| 13. | Ventforet Kofu      | 34 | 9  | 14 | 11 | 27 | 31 | −4  | 41  |
| 14. | Vegalta Sendai      | 34 | 9  | 11 | 14 | 35 | 50 | −15 | 38  |
| 15. | Shimizu S-Pulse     | 34 | 10 | 6  | 18 | 42 | 60 | −18 | 36  |
| 16. | Omiya Ardija        | 34 | 9  | 8  | 17 | 44 | 60 | −16 | 35  |
| 17. | Cerezo Osaka        | 34 | 7  | 10 | 17 | 36 | 48 | −12 | 31  |
| 18. | Tokushima Vortis    | 34 | 3  | 5  | 26 | 16 | 74 | −58 | 14  |

## Artilheiros
| Pos. | Jogador            | Clube               | Gols |
| ---- | ------------------ | ------------------- | ---- |
| 1    | Yoshito Ōkubo      | Kawasaki Frontale   | 18   |
| 2    | Yohei Toyoda       | Sagan Tosu          | 15   |
| 3    | Marquinhos         | Vissel Kobe         | 14   |
| 4    | Pedro Júnior       | Vissel Kobe         | 13   |
| 4    | Yoshinori Muto     | FC Tokyo            | 13   |
| 6    | Yu Kobayashi       | Kawasaki Frontale   | 12   |
| 6    | Shinzo Koroki      | Urawa Red Diamonds  | 12   |
| 6    | Milivoje Novaković | Shimizu S-Pulse     | 12   |
| 9    | Edu                | FC Tokyo            | 11   |
| 9    | Kensuke Nagai      | Nagoya Grampus      | 11   |
| 9    | Hisato Satō        | Sanfrecce Hiroshima | 11   |